# Réserve écologique du Lac-Malakisis
Die Réserve écologique du Lac-Malakisis ist ein im Jahr 1978 eingerichtetes, 2003 auf 30,27 km² vergrößertes Schutzgebiet im Südwesten der kanadischen Provinz Québec in der regionalen Grafschaftsgemeinde Témiscamingue. Es liegt 30 km östlich der Gemeinde Témiscaming. Der Name ‚Malakisis‘ geht auf ein Algonkin-Wort zurück, das etwa ‚wie die Sonne‘ bedeutet. Das Schutzgebiet wurde 2003 um 10,62 km² vergrößert. 

## Aufgabe
Das Schutzgebiet wurde eingerichtet, um einen für die Region der mittleren Laurentiden typischen Bestand an Zucker-Ahorn-Weiß-Birkenwäldern zu repräsentieren und zu sichern. Die Landschaft besteht aus Hügeln, die Höhen zwischen 300 und 412 m erreichen. Einige Seen befinden sich im Gebiet, wie der namengebende 1,2 km² große Lac Malakisis. Hier befinden sich einige der letzten ursprünglichen Wälder Québecs, so dass zahlreiche Bäume mehr als 250 Jahre alt sind.